# Cyperus drakensbergensis
Cyperus drakensbergensis là loài thực vật có hoa trong họ Cói. Loài này được (Vorster) Govaerts mô tả khoa học đầu tiên năm 2007.